# 2023年布罗瓦雷欧直EC225直升机坠毁事故
2023年1月18日，一架載有多位烏克蘭高級部級官員的直升機在基輔郊外布羅瓦雷的一間幼兒園墜毀。共造成14人死亡，其中包括直升機內的烏克蘭內政部部長傑尼斯·莫納斯特爾斯基、內務第一副部長葉夫根尼·葉寧、國務秘書尤里·盧布科維奇等6位官員以及1名地面的兒童，並造成25人受傷。這是自俄羅斯入侵烏克蘭後首次有烏克蘭高級官員殉職。

## 事發過程
1月18日上午8點20分，一架隸屬於烏克蘭國家應急服務的歐直EC225超級美洲獅直升機（编号24）在烏克蘭基輔郊外的布羅瓦雷墜毀，機上共有9人。涉事飞机与另外20架同型号的飞机于2018年到2021年间由法国交付，以取代已经过时的苏联战机。这批飞机有一半已投入使用，其中部分零件的磨损程度超过50%，到投入飞行之前才得到翻新。據烏克蘭總統辦公室副主任基里爾·季莫申科透露，當時內政部的官員正乘坐直升机前往戰爭熱區。
直升机坠毁时砸中一所幼稚園，造成大楼起火，附近還有一座多層建築的玻璃窗碎裂，另外有三輛車被毀。大火到9點28分才被救熄。

## 受害者
事故造成機上3名機組人員和6名乘客死亡，死者包括烏克蘭內政部部長傑尼斯·莫納斯特爾斯基、內務第一副部長葉夫根尼·葉寧、國務秘書尤里·盧布科維奇。坠机造成地面5人死亡，包括一名幼稚园中的儿童，另有11名儿童在内的25人受傷。而早期出现了18人死亡的误报。

## 调查
烏克蘭國家安全局循三个方向调查事故起因，包括违反飞行规则、技术故障、蓄意破坏飞机。专家认为事故原因可能不止一个；而值得注意的是，涉事飞机过去20年间仅发生过四起事故。當地居民表示，事發時大霧，而且斷電建築物無燈光，可能影響機師視線。

## 反应
乌克兰当局任命烏克蘭國家警察局长伊霍爾·克里門科代任内政部长。乌克兰空军发言人尤里·伊纳特宣布指派国家特别委员会调查事件，行动预计长达数周。